# Bekinal, Sindgi
Bekinal là một làng thuộc tehsil Sindgi, huyện Bijapur, bang Karnataka, Ấn Độ.